# Jonk (Fluss)
Der Jonk ist ein rechter Nebenfluss der Mahanadi in Zentralost-Indien.
Der Jonk entspringt im Westen des Bundesstaates Odisha im Distrikt Nuapada. Das Quellgebiet liegt auf der Sundabeda-Hochfläche auf einer Höhe von etwa 700 m. Der Fluss strömt überwiegend in nördlicher Richtung. Am Oberlauf liegt der Beniadhas-Wasserfall. 10 km südwestlich der Distrikthauptstadt Nuapada wird der Fluss von der 33,6 m hohen Patora-Talsperre aufgestaut. Kurz darauf bildet er über eine Länge von 50 km die Grenze zwischen den Bundesstaaten Chhattisgarh im Westen und Odisha im Osten. Die unteren 80 km durchfließt der Jonk die beiden Distrikte Mahasamund und Balodabazar-Bhatapara in Chhattisgarh. 30 km vor seiner Mündung bei Shivrinarayan in die Mahanadi durchschneidet der Fluss die Barnawapara Forest Range.
Der Jonk hat eine Länge von ungefähr 210 km.